# Megachile foliata
Megachile foliata är en biart som beskrevs av Smith 1861. Megachile foliata ingår i släktet tapetserarbin, och familjen buksamlarbin. Inga underarter finns listade i Catalogue of Life.